# 2018年冬季奧林匹克運動會雪車比賽
2018年冬季奥林匹克运动会雪車比賽於2018年2月18日至25日在韓國平昌阿爾卑西亞滑行中心附近舉行。本屆賽事共設3個項目。

## 賽程
全部賽程如下表：
所有时间为韩国标准时（UTC+09:00）
| 日期    | 时间  | 项目                 |
| ------- | ----- | -------------------- |
| 2月18日 | 20:05 | 男子双人第1次和第2次 |
| 2月19日 | 20:15 | 男子双人第3次和第4次 |
| 2月20日 | 20:50 | 女子双人第1次和第2次 |
| 2月21日 | 20:40 | 女子双人第3次和第4次 |
| 2月24日 | 9:30  | 四人第1次和第2次     |
| 2月25日 | 9:30  | 四人第3次和第4次     |

## 獎牌榜
| 排名 | 国家／地区      | 金牌 | 银牌 | 铜牌 | 總數 |
| ---- | --------------- | ---- | ---- | ---- | ---- |
| 1    | 德国（GER）     | 3    | 1    | 0    | 4    |
| 2    | 加拿大（CAN）   | 1    | 0    | 1    | 2    |
| 3    | 韩国（KOR）     | 0    | 1    | 0    | 1    |
| 3    | 美国（USA）     | 0    | 1    | 0    | 1    |
| 5    | 拉脱维亚（LAT） | 0    | 0    | 1    | 1    |
|      | 總計            | 4    | 3    | 2    | 9    |

## 獎牌得主
| 項目     | 金牌                                                                                  | 金牌    | 银牌                                                                      | 银牌    | 铜牌                                                  | 铜牌    |
| 男子双人 | 加拿大（CAN） · 贾斯廷·克里普斯 · 亚历山大·科帕茨                                     | 3:16.86 | 未頒發                                                                    | 未頒發  | 拉脱维亚（LAT） · 奥斯卡斯·梅尔巴季斯 · Jānis Strenga | 3:16.91 |
| 男子双人 | 德国（GER） · 弗朗切斯科·弗里德里希 · 托尔斯滕·马尔吉斯                               | 3:16.86 | 未頒發                                                                    | 未頒發  | 拉脱维亚（LAT） · 奥斯卡斯·梅尔巴季斯 · Jānis Strenga | 3:16.91 |
| 四人     | 德国（GER） · 弗朗切斯科·弗里德里希 · 坎迪·鲍尔 · 马丁·格罗特科普 · 托尔斯滕·马尔吉斯 | 3:15.85 | 德国（GER） · 尼科·瓦尔特 · 凯温·库斯克 · 亚历山大·勒迪格 · 埃里克·弗兰克 | 3:16.38 | 未頒發                                                | 未頒發  |
| 四人     | 德国（GER） · 弗朗切斯科·弗里德里希 · 坎迪·鲍尔 · 马丁·格罗特科普 · 托尔斯滕·马尔吉斯 | 3:15.85 | 韩国（KOR） · 元允宗 · 全政麟 · 徐英瑀 · 金东炫                           | 3:16.38 | 未頒發                                                | 未頒發  |
| 女子双人 | 德国（GER） · 马里亚玛·亚曼卡 · 莉萨·布克维茨                                         | 3:22.45 | 美国（USA） · Elana Meyers Taylor · 劳伦·吉布斯                           | 3:22.52 | 加拿大（CAN） · 凯莉·汉弗莱斯 · 菲丽西亚·乔治         | 3:22.89 |

## 參賽資格
本賽事最多有170個參賽名額。最多由130位男性和40女性運動員取得資格。資格是根據2018年1月18日的世界排名決定。並且保證每一洲至少有一隊伍都獲得參加資格。